# فيساليا (كاليفورنيا)
فيساليا هي مدينة تقع في وسط كاليفورنيا وهي تعتبر قلب الزراعي سان هواكين فالي.

## التركيبة السكانية
حدّد مكتب تعداد الولايات المتحدة بيانات التركيبة السكانية لفيساليا في تعداد الولايات المتحدة. في ما يلي، التركيبة السكانية حسب تعدادي 2000 و2010.

### تعداد عام 2000
بلغ عدد سكان فيساليا 91,565 نسمة بحسب تعداد عام 2000، وبلغ عدد الأسر 30,883 أسرة وعدد العائلات 22,901 عائلة مقيمة في المدينة. في حين سجلت الكثافة السكانية 932 نسمة لكل كيلومتر مربع (2,413.9/ميل2). وبلغ عدد الوحدات السكنية 32,654 وحدة بمتوسط كثافة قدره 332.4 لكل كيلومتر مربع (860.9/ميل2).
وتوزع التركيب العرقي للمدينة بنسبة 69.52% من البيض و1.92% من الأمريكيين الأفارقة و1.35% من الأمريكيين الأصليين و5.11% من الأمريكيين ذوي الأصول الآسيوية و0.13% من سكان جزر المحيط الهادئ و17.79% من الأعراق الأخرى و4.18% من عرقين مختلطين أو أكثر و35.62% من الهسبانيون أو اللاتينيون من أي عرق.
بلغ عدد الأسر 30,883 أسرة كانت نسبة 44.6% منها لديها أطفال تحت سن الثامنة عشر تعيش معهم، وبلغت نسبة الأزواج القاطنين مع بعضهم البعض 54.9% من أصل المجموع الكلي للأسر، ونسبة 14.1% من الأسر كان لديها معيلات من الإناث دون وجود شريك، بينما كانت نسبة 5.2% من الأسر لديها معيلون من الذكور دون وجود شريكة وكانت نسبة 25.8% من غير العائلات. تألفت نسبة 20.7% من أصل جميع الأسر من عدة أفراد يعيشون في نفس المنزل ونسبة 8.4% كانت تتألف من شخص يعيش بمفرده يبلغ من العمر 65 عاماً أو أكثر. وبلغ متوسط حجم الأسرة المعيشية 2.91، أما متوسط حجم العائلات فبلغ 3.37.
بلغ العمر الوسطي للسكان 31.7 عاماً. وكانت نسبة 31.1% من القاطنين تحت سن الثامنة عشر، وكانت نسبة 9.6% بين الثامنة عشر والرابعة والعشرين عاماً، ونسبة 28.1% كانت واقعةً في الفئة العمرية ما بين الخامسة والعشرين والرابعة والأربعين عاماً، ونسبة 19.5% كانت ما بين الخامسة والأربعين والرابعة والستين، ونسبة 10% كانت ضمن فئة الخامسة والستين عاماً فما فوق. يوجد لكل 100 أنثى 93.6 ذكر، ويوجد لكل 100 أنثى في الثامنة عشر من عمرها فما فوق 89.4 ذكر.
بلغ متوسط دخل الأسرة في المدينة 41,349 دولارًا، أما متوسط دخل العائلة فبلغ 45,830 دولارًا. وكان متوسط دخل الذكور 36,670 دولارًا مقابل 26,717 دولارًا للإناث. وسجل دخل الفرد الخاص بالمدينة 18,422 دولارًا. وكانت نسبة 12.9% من العائلات ونسبة 16.8% من السكان تحت خط الفقر، وكان من هؤلاء نسبة 24.9% تحت سن الثامنة عشر ونسبة 7.8% في الخامسة والستين من العمر وما فوق.

### تعداد عام 2010
بلغ عدد سكان فيساليا 124,442 نسمة بحسب تعداد عام 2010، وبلغ عدد الأسر 41,349 أسرة وعدد العائلات 30,636 عائلة مقيمة في المدينة. في حين سجلت الكثافة السكانية 1,266.6 نسمة لكل كيلومتر مربع (3,280.5/ميل2). وبلغ عدد الوحدات السكنية 44,205 وحدة بمتوسط كثافة قدره 449.9 لكل كيلومتر مربع (1,165.2/ميل2).
وتوزع التركيب العرقي للمدينة بنسبة 64.45% من البيض و2.11% من الأمريكيين الأفارقة و1.39% من الأمريكيين الأصليين و5.44% من الأمريكيين ذوي الأصول الآسيوية و0.13% من سكان جزر المحيط الهادئ و21.90% من الأعراق الأخرى و4.58% من عرقين مختلطين أو أكثر و46.02% من الهسبانيون أو اللاتينيون من أي عرق.
بلغ عدد الأسر 41,349 أسرة كانت نسبة 43.8% منها لديها أطفال تحت سن الثامنة عشر تعيش معهم، وبلغت نسبة الأزواج القاطنين مع بعضهم البعض 51.3% من أصل المجموع الكلي للأسر، ونسبة 15.7% من الأسر كان لديها معيلات من الإناث دون وجود شريك، بينما كانت نسبة 7% من الأسر لديها معيلون من الذكور دون وجود شريكة وكانت نسبة 25.9% من غير العائلات. تألفت نسبة 20.3% من أصل جميع الأسر من عدة أفراد يعيشون في نفس المنزل ونسبة 8.1% كانت تتألف من شخص يعيش بمفرده يبلغ من العمر 65 عاماً أو أكثر. وبلغ متوسط حجم الأسرة المعيشية 2.98، أما متوسط حجم العائلات فبلغ 3.42.
بلغ العمر الوسطي للسكان 31.6 عاماً. وكانت نسبة 30.1% من القاطنين تحت سن الثامنة عشر، وكانت نسبة 10% بين الثامنة عشر والرابعة والعشرين عاماً، ونسبة 27.3% كانت واقعةً في الفئة العمرية ما بين الخامسة والعشرين والرابعة والأربعين عاماً، ونسبة 22.3% كانت ما بين الخامسة والأربعين والرابعة والستين، ونسبة 10.3% كانت ضمن فئة الخامسة والستين عاماً فما فوق. وتوزع التركيب الجنسي للسكان بنسبة 48.8% ذكور و51.2% إناث.

## المناخ
يظهر الجدول التالي التغييرات المناخية على مدار السنة لفيساليا:
| البيانات المناخية لـفيساليا                                                       | البيانات المناخية لـفيساليا | البيانات المناخية لـفيساليا | البيانات المناخية لـفيساليا | البيانات المناخية لـفيساليا | البيانات المناخية لـفيساليا | البيانات المناخية لـفيساليا | البيانات المناخية لـفيساليا | البيانات المناخية لـفيساليا | البيانات المناخية لـفيساليا | البيانات المناخية لـفيساليا | البيانات المناخية لـفيساليا | البيانات المناخية لـفيساليا | البيانات المناخية لـفيساليا |
| الشهر                                                                             | يناير                       | فبراير                      | مارس                        | أبريل                       | مايو                        | يونيو                       | يوليو                       | أغسطس                       | سبتمبر                      | أكتوبر                      | نوفمبر                      | ديسمبر                      | المعدل السنوي               |
| --------------------------------------------------------------------------------- | --------------------------- | --------------------------- | --------------------------- | --------------------------- | --------------------------- | --------------------------- | --------------------------- | --------------------------- | --------------------------- | --------------------------- | --------------------------- | --------------------------- | --------------------------- |
| متوسط درجة الحرارة الكبرى °ف (°م)                                                 | 54.6 (12.6)                 | 61.3 (16.3)                 | 67.3 (19.6)                 | 73.4 (23.0)                 | 81.6 (27.6)                 | 89.1 (31.7)                 | 94.1 (34.5)                 | 92.8 (33.8)                 | 87.7 (30.9)                 | 78.2 (25.7)                 | 64.1 (17.8)                 | 54.5 (12.5)                 | 75.0 (23.9)                 |
| متوسط درجة الحرارة الصغرى °ف (°م)                                                 | 38.7 (3.7)                  | 42.1 (5.6)                  | 46.1 (7.8)                  | 49.2 (9.6)                  | 55.7 (13.2)                 | 61.6 (16.4)                 | 66.7 (19.3)                 | 65.0 (18.3)                 | 60.3 (15.7)                 | 52.5 (11.4)                 | 43.5 (6.4)                  | 37.8 (3.2)                  | 51.6 (10.9)                 |
| الهطول إنش (مم)                                                                   | 1.91 (49)                   | 1.85 (47)                   | 1.99 (51)                   | 0.94 (24)                   | 0.35 (8.9)                  | 0.14 (3.6)                  | 0.01 (0.25)                 | 0.01 (0.25)                 | 0.15 (3.8)                  | 0.61 (15)                   | 1.23 (31)                   | 1.74 (44)                   | 10.93 (278)                 |
| متوسط أيام هطول الأمطار (≥ 0.01 in)                                               | 7.3                         | 7.1                         | 6.5                         | 3.8                         | 1.9                         | 0.4                         | 0.1                         | 0.1                         | 0.6                         | 2.0                         | 4.3                         | 6.2                         | 40.3                        |
| المصدر #1: Temperatures and precipitation totals: Western Regional Climate Center |                             |                             |                             |                             |                             |                             |                             |                             |                             |                             |                             |                             |                             |
| المصدر #2: Average precipitation days:[بحاجة لمصدر]                               |                             |                             |                             |                             |                             |                             |                             |                             |                             |                             |                             |                             |                             |

## توأمة
لفيساليا (كاليفورنيا) اتفاقيات توأمة مع كل من:
- ميكي
- بوتينيانو

## أعلام
- تايلر زيلر
- بوب تالبوت
- افي كابلان
- كريس ماهوني
- فيكتور ريفيرا
- دوغ هارفي
- روبرت لافلين
- سوزان بيترز
- توم جونستون
- كيفن داونز